# Alfréd Hajós
Alfréd Hajós (Budapest, 1 de febrer de 1878 - Budapest, 12 de novembre de 1955) va ser un nedador i arquitecte hongarès. Va prendre part en els Jocs Olímpics de 1896, a Atenes, als de 1924 a París i 1928 a Amsterdam. Fou el primer campió olímpic de natació i la primera medalla d'or per a Hongria.

## Biografia
Nascut a Budapest amb el nom d'Arnold Guttmann amb 13 anys s'adonà que podia ser un gran nedador després de salvar a son pare de morir ofegat al Danubi. Això el va dur a adoptar el nom Hajós, que en hongarès vol dir mariner, per a la seva carrera com a esportista.
Abans de participar en els Jocs Olímpics de 1896, Hajós s'havia proclamat campió d'Europa dels 100 metres lliures el 1895 i 1896. Amb aquestes credencials es presentà als Jocs d'Atenes, tot i que li costà obtenir el permís de la universitat on estudiava arquitectura per absentar-se de les classes.
Els proves de natació d'aquells primers jocs es disputaren a mar obert, a la Mediterrània. El jove Hajós, de 18 anys, va guanyar les dues medalles d'or amb una meteorologia freda (la temperatura de l'aigua era d'uns 10º), amb onades de fins a quatre metres. El nedador hongarès es va imposar en els 100 metres lliures amb un temps d'1 minut i 22 segons, i en la dels 1200 metres en 18' 22".
Va ser un atleta molt versàtil. El 1898 es va proclamar campió d'Hongria dels 100 metres llisos, així com dels 400 metres tanques i del llançament de disc. També va jugar com a davanter en diferents equips de la lliga hongaresa de futbol entre 1901 i 1903.
El 1924, com a arquitecte especialitzat en instal·lacions esportives, participà en els concursos d'art dels Jocs Olímpics de París. Junt amb Dezső Lauber dissenyà un estadi i va ser guardonat amb la medalla de plata.
La instal·lació esportiva més coneguda dissenyada per Hajós é el complex de natació de Budapest, el qual duu el seu nom i es troba a Margitsziget, una illa del Danubi. Aquest complex es construí el 1930 i ha estat la seu del Campionat d'Europa de natació de 1958 i 2006.
El 1953, el Comitè Olímpic Internacional atorgà a Alfréd Hajós el diploma al mèrit olímpic. És membre del Saló de la Fama de natació i el 1981 se'l va fer membre de l'International Jewish Sports Hall of Fame.